# Caroline Lamb
Caroline Lamb (13 de novembro de 1785 — 26 de janeiro de 1828) foi uma romancista e uma aristocrata britânica, filha de Frederick Ponsonby, 3° Conde de Bessborough e Lady Henrietta Spencer (filha de John Spencer, 1.º Conde Spencer).
Ela é mais conhecida por seu tempestuoso caso com Lord Byron em 1812, quando era casada com o William Lamb, 2.º Visconde Melbourne. Caroline era sobrinha de Georgiana Cavendish, Duquesa de Devonshire e prima (por meio de casamento) de Anne Isabella Byron, Baronesa Byron.
Caroline famosamente descreveu Byron como "louco, mau e perigoso para se conhecer". 